# Wassily Leontief
Wassily Leontief (Múnic, Baviera 1905 – Nova York, EUA 1999) fou un economista nord-americà, d'origen rus, reconegut per la seva recerca sobre les relacions entre els sectors econòmics i guardonat amb el Premi del Banc de Suècia de Ciències Econòmiques l'any 1973.

## Biografia
Va néixer el 5 d'agost de 1905 a la ciutat de Múnic, fill d'un professor d'economia. El 1921 ingressà a la Universitat de Sant Petersburg, on es graduà en economia el 1925. Fou arrestat nombroses vegades per oposar-se al comunisme i el mateix 1925 abandonà l'URSS. S'establí a Berlín (Alemanya), on el 1929 es doctorà amb la tesi Die Wirtschaft als Kreislauf, alhora que impartia classes a l'Institut d'Economia Mundial de Kiel del 1927 al 1930. El 1929 viatjà a la Xina i hi fou un temps assessor del Ministeri de Ferrocarrils.
Cap al 1931 marxà als Estats Units d'Amèrica, on entrà a treballar al National Bureau of Economic Research de la ciutat de Cambridge, situada a l'estat nord-americà de Massachusetts. El 1932 fou nomenat professor a la Universitat Harvard, on dirigí entre 1948 i el 1975 el Harvard Economic Research Project on the Structure of the American Economy. El 1975 abandonà Harvard per esdevenir professor a la Universitat de Nova York.

## Estudis econòmics
Formulà, a partir de l'anàlisi de l'input-output, establerta per ell, un model estàtic d'explicació de l'estructura econòmica utilitzat com a base de futures previsions o planificacions. Aquesta aportació, recollida a The Structure of American Economy 1919-39 (1941), fou ampliada a Studies on the Structure of American Economy (1953), on inclou una proposta de dinamització del seu model.
Elaborà també mètodes de càlcul matemàtic d'aplicació en economia (les anomenades tables input-output i formulà el teorema sobre els factors de la producció anomenat paradoxa de Leontief. Fou assessor econòmic del govern dels EUA en diverses ocasions i també de les Nacions Unides. El seu sistema d'anàlisi input-output d'antuvi fou força criticat pels polítics socialistes (tant per Stalin com per Nikita Khrusxov).
El 1973 fou guardonat amb el Premi del Banc de Suècia de Ciències Econòmiques pel desenvolupament del mètode input-output i la seva aplicació als més importants problemes econòmics.

## Obra seleccionada
- 1925: Die Bilanz der russischen Volkswirtschaft: Eine methodologische Untersuchung
- 1941: Structure of the American Economy, 1919-1929
- 1953: Studies in the Structure of the American Economy
- 1966: Input-Output Economics
- 1966: Essays in Economics
- 1977: Essays in Economics, II
- 1977: The Future of the World Economy
- 1983: Military Spending: Facts and Figures, Worldwide Implications and Future Outlook, realitzat amb F. Duchin
- 1983: The Future of Non-Fuel Minerals in the U. S. And World Economy, realitzat amb J. Koo, S. Nasar i I. Sohn
- 1986: The Future Impact of Automation on Workers, realitzat amb F. Dochin